# Buick Somerset
O Somerset é um modelo coupé da Buick.